# Pedro Camejo
Pedro Camejo, más conocido como Negro Primero (San Juan de Payara, Capitanía General de Venezuela; 1790-Campo de Carabobo, Gran Colombia; 24 de junio de 1821), fue un militar venezolano quien luchó primero junto al ejército realista para luego pasar al ejército patriota durante la guerra de Independencia de Venezuela, alcanzando el grado de Teniente.

## Apodo
Por las constantes muestras de valor que ofrecía en cada enfrentamiento contra los realistas, y por ser siempre el primero en lanzarse al combate, el general José Antonio Páez solía increparle para que se colocara detrás de él. Sin embargo, él respondía con una frase que, según se dice, inventó o adoptó como propia: “Delante de mí, solamente la cabeza de mi caballo”.
Sus superiores le otorgaron el título de El Negro Primero, en reconocimiento a su valentía y liderazgo en el campo de batalla.
En los momentos de esparcimiento, era una fuente constante de alegría para sus compañeros. Sus chistes espontáneos y sus agudas observaciones sobre los hechos que presenciaba mantenían el buen ánimo del grupo, que solía buscarlo para disfrutar de su conversación y carisma.[cita requerida]

## Biografía

### Orígenes
La historia da a entender que el prócer de la independencia Pedro Camejo, bien conocido como Negro Primero, es apureño cuando dice, que había sido esclavo del rico propietario de Apure, Vicente Alfonso, “quien le había puesto al servicio del rey porque el carácter del negro, sobrado celoso de su dignidad, le inspiraba algunos temores” acompañándoles hasta la batalla de Araure de 1813 en donde quedó tan disgustado del servicio militar y se fue al Apure, en donde permaneció oculto hasta que se le presentó al general José Antonio Páez.

Entre los pueblos de Apure el que cuenta con mayor evidencias, de ser el lar nativo de Camejo, es San Juan de Payara. Una de las evidencias es la tradición oral que cuenta que en este pueblo apureño nació Pedro Camejo. De esta tradición seguramente se valió el historiador José Gil Fortoul, para escribir en su libro Historia Constitucional de Venezuela:
“El teniente de caballería Pedro Camejo, natural de San Juan de Payara, alistado como soldado en las tropas de Páez desde 1816, era conocido por el apodo de Negro Primero, por ser una de las primeras lanzas llaneras”.
Otra evidencia es un testamento del cual habla Don Manuel Aquino Delgado, de una compra realizada por parte de Don Bernardo Bautista Marrero que vivía en el pueblo de El Calvario, dice que adquirió el Hato Merecure de 58 leguas en San Juan de Payara, propiedad de los herederos de Don Sebastián Mier y Terán, existía entre la servidumbre los siguientes esclavos; José María y su mujer Carmen, Miguelote y su mujer Felipa dos hijos de estos: Juana y Miguel, Juan Rafael, Pío Diego, Toribio Gregorio, Juan Blanco, Andrés, Pedro José Eusebio (supuestamente Negro Primero), Manuel José Becerra, Xavier, Felipe, Juan, Carlos Francisco Aquino, Franciscote y su mujer Amacia y con 4 hijos, Pantaleón, Mindola, José y Juana. De la autobiografía del general Páez se concluye definitivamente que Pedro José Eusebio; escribe Páez que Camejo le dijo a Simón Bolívar, cuando este estuvo en San Juan de Payara, en 1818: 
“Yo había notado, que todo el mundo iba a la guerra sin camisa y sin una peseta y volvía después vestido con un uniforme muy bonito y con dinero en el bolsillo. Entonces yo quise ir también a buscar fortuna y más que nada a conseguir tres aperos de plata, uno para el negro Mindola, otro para Juan Rafal' y otro para mí”.
Ahora bien este testamento se puede tomar como documento filiatorio, porque demuestra que Pedro Camejo era natural de San Juan de Payara. También uno de los documentos del Archivo General de la Nación de Venezuela, dice que Camejo:
“Vecino de San Juan de Payara, casó con Juana Andrea Solórzano que obtuvo el 47 Montepío Militar, modificado el 52. Yo me pregunto, si Pedro Camejo hubiera sido de otro pueblo de Apure ¿por qué no se avecindó con su mujer en uno esos pueblos, sino en San Juan de Payara? La respuesta es muy sencilla: Porque Pedro Camejo es natural de San Juan de Payara, como nos lo ha contado siempre la historia..."

### Esclavo y realista
Camejo fue esclavo de Vicente Alfonso, rico propietario en el Apure. Por su valor y maestría en el manejo del caballo, como por su vigilancia, discreción y malicia, a comienzos de la Guerra de Independencia el amo lo destinó al servicio del ejército realista de Apure, comandado por José Antonio Yáñez, acompañándolo hasta la batalla de Araure. Después de esta batalla quedó tan disgustado del servicio militar que desertó y se fue al Apure, donde permaneció hasta 1816, que se le presentó al general José Antonio Páez.

### Sirviendo en el ejército patriota
En el mes de octubre de 1816, cuando Páez bajaba a Achaguas después de sus triunfos en el Yagual se le presentó el Camejo y sus soldados de Apure le aconsejaron incorporara al ejército, pues les constaba a ellos que era hombre de gran valor y sobre todo muy buena lanza. Su robusta constitución se lo recomendaba mucho a Páez, quien a poco de hablar con él, advirtió que poseía la candidez del hombre en su estado primitivo y uno de esos caracteres simpáticos que se atraen bien pronto el afecto de los que los tratan. Después de esto Páez lo admitió en el ejército de Apure a siempre a su lado fue para el general representó una preciosa adquisición.
Desde su incorporación al ejército patriota, Pedro Camejo aprendió “lo que era la patria y que la democracia no era ninguna cosa mala”, y consagró su vida a la lucha por la independencia de Venezuela del imperio español, dando pruebas de valor en todos los reñidos encuentros que tuvieron con los realistas. Camejo participó en la toma de Achaguas, el 14 de octubre, el 6 de noviembre combate en San Antonio de Apure[¿dónde?], el 7 de noviembre combate en Banco Largo, en Apure, en diciembre combate en el intento de asedio de San Fernando de Apure de 1817, que defendían las tropas del general Ramón Correa, acción que quedó indecisa por no haber tomado Páez aquella plaza, y en cada uno de los encuentros que tuvieron con los realistas, Camejo por "amor a la libertad", a si propio y a sus camaradas se lanzaba de primero "a luchar como un león", y cuando Páez le increpaba diciéndole que se pusiera detrás de él, solía responderle a Páez con una máxima que inventó él o que copió de otro y la hizo suya: “Delante de mí solamente la cabeza de mi caballo”.
Por esas pruebas de valor y por ser el primero en lanzarse a la pelea sus mismos compañeros le dieron el título de Negro Primero. Estos se en los momentos de esparcimiento se divertían mucho con él, y sus chistes naturales y observaciones sobre todos los hechos que veía o había presenciado, mantenían la alegría de sus compañeros, que siempre le buscaban para darle materia de conversación.
Ese mismo año de su incorporación a las filas patriotas, Negro Primero en compañía del gobernador de Casanare, el Padre Trinidad Travieso intercede ante Páez, en favor del joven teniente José María Córdoba (más tarde sería general de la independencia americana y héroe de Ayacucho) y del capitán Ramón Durán, un Consejo de Guerra los había condenado a muerte por el delito de deserción, pero al fin se les perdonó la vida por esta intercesión.

### Camejo y Bolívar
En 1818, cuando el general en jefe Simón Bolívar llegó a San Juan de Payara, durante el desarrollo de la Campaña del Centro, vio a Camejo por primera vez. La corpulencia del guerrero y las referencias que le dio el general Páez, despertaron en Bolívar su interés y cuando Bolívar le vio por primera vez, se le acercó con mucho afecto, y después de elogiarlo a él por su valor le dijo:
— ¿Pero qué le movió a V. á servir en las filas de nuestros enemigos?
Miró el negro a los circunstantes como si quisiera enrostrarles la indiscreción que habían cometido, y dijo después:
—Señor, la codicia.
— ¿Cómo así? preguntó Bolívar.
—Yo había notado, continuó el negro, que todo el mundo iba a la guerra sin camisa y sin una peseta y volvía después vestido con un uniforme muy bonito y con dinero en el bolsillo. Entonces yo quise ir también a buscar fortuna y más que nada a conseguir tres aperos de plata, uno para el negro Mindola, otro para Juan Rafael y otro para mí. La primera batalla que tuvimos con los patriotas fue la de Araure: ellos tenían más de mil hombres, como yo se lo decía a mi compadre José Félix: nosotros teníamos mucha más gente y yo gritaba que me diesen cualquier arma con que pelear, porque yo estaba seguro de que nosotros íbamos a vencer. Cuando creí que se había acabado la pelea, me apeé de mi caballo y fui a quitarle una casaca muy bonita a un blanco que estaba tendido y muerto en el suelo. En ese momento vino el comandante gritando ‘A caballo’. ¿Cómo es eso, dije yo, pues no se acabó esta guerra ?
—Acabarse, nada de eso; venía tanta gente que parecía una zamurada.
— ¿Qué decía V. entonces? dijo Bolívar.
—Deseaba que fuéramos a tomar paces. No hubo más remedio que huir, y yo eché a correr en mi mula, pero el maldito animal se me cansó y tuve que coger monte a pie. El día siguiente yo y José Félix fuimos a un hato a ver si nos daban qué comer; pero su dueño cuando supo que yo era de las tropas de Ñaña (Yáñez) me miró con tan malos ojos, que me pareció mejor huir e irme al Apure.
—Dicen, le interrumpió Bolívar, que allí mataba V. las vacas que no le pertenecían.
—Por supuesto, replicó, ¿y si no qué comía? En fin vino el mayordomo (así llamaban a Páez) al

Apure, y nos enseñó lo que era la patria y que la diplomacia no era ninguna cosa mala, y desde entonces yo estoy sirviendo a los patriotas.
Conversaciones por este estilo, sostenidas en un lenguaje sui generis, divertían mucho a Bolívar, y en nuestras marchas el Negro Primero servía de gran distracción y entretenimiento.

### Matrimonio
El mismo año de la visita de Simón Bolívar a Apure, Pedro Camejo se casó en San Juan de Payara, con Juana Adrea Solórzano. Seguro que por el cariño que Páez le tenía a Camejo, el día del casamiento, realizó una gran fiesta con carne asada, bebidas típicas y buena música llanera.

### Batalla de Las Queseras del Medio
Fue uno de los 150 lanceros que participaron en la batalla de Las Queseras del Medio de 1819. Al día siguiente, en Cuartel General en los Potreritos Marrereños, Bolívar les confirió a los 150 héroes la Orden del Libertador, con esta hermosa proclama:

¡Soldados! acabáis de ejecutar la proeza más extraordinaria que puede celebrar la historia militar de las naciones. Ciento cincuenta hombres, mejor diré, ciento cincuenta héroes, guiados por el impertérrito general Páez, de propósito deliberado han atacado de frente a todo el ejército español de Morillo. Artillería, infantería, caballería, nada ha bastado al enemigo para defenderse de los 150 compañeros del intrepidísimo Páez. Las columnas de caballería han sucumbido al golpe de nuestras lanzas; la infantería ha buscado un asilo en el bosque; los fuegos de sus cañones han cesado delante de los pechos de nuestros caballos. Sólo las tinieblas habrían preservado a ese ejército de viles tiranos de una completa y absoluta destrucción. “¡Soldados! lo que se ha hecho no es más que un preludio de lo que podéis hacer. Preparaos al combate y contad con la victoria, que lleváis en las puntas de vuestras lanzas y de vuestras bayonetas.
Simón Bolívar

### Batalla final y muerte
En la batalla de Carabobo de 1821 era integrante de uno de los regimientos de caballería de la primera división (Páez);  allí rindió la vida. Eduardo Blanco, en Venezuela heroica, narra el momento cuando, herido de gravedad, Camejo compareció ante el general Páez y con voz desfalleciente le dijo:
«Mi general, vengo a decirle adiós porque estoy muerto».

## Homenajes
Uno de los principales homenajes a la memoria de Pedro Camejo, Negro Primero, lo constituye la denominación que se le dio a una entidad municipal de Apure: el municipio Pedro Camejo, cuya capital es San Juan de Payara. Esta municipalidad también creó una condecoración con su nombre: Orden Condecorativa “Teniente Pedro Camejo”.
Su imagen aparece en el billete de 5 y 1000 bolívares fuertes, junto al paisaje de los Llanos venezolanos y 2 cachicamos.
Sus restos simbólicos reposan en el Panteón Nacional de Venezuela desde el 24 de junio de 2015.
El 22 de abril de 2021, se le hace una canción homenaje, en la ciudad de Tocuyito, estado Carabobo, con la autoría del compositor Ulises Dalmau, lleva por nombre «Donde cayó el Negro». 